# Кучерявенко, Михаил Иванович
Михаи́л Ива́нович Кучерявенко (5 февраля 1904 года, Полтава — 5 октября 1971 года, Омск) — советский военачальник, командир бригады и дивизии в Великой Отечественной войне. Герой Советского Союза (22.07.1944). Генерал-майор (17.01.1944).

## Биография
Родился 5 февраля 1904 года в городе Полтаве в семье рабочего-столяра. Украинец. Окончил 4 класса. Работал в парикмахерской в Полтаве.
В марте 1919 года в возрасте 15-ти лет вместе с отцом добровольцем ушёл в Красную армию. Участвовал в Гражданской войне. Был красноармейцем в 2-й Украинской советской дивизии и в 46-й стрелковой дивизии на Южном фронте. Воевал против войск С. В. Петлюры, А. И. Деникина, П. Н. Врангеля. В марте 1921 года демобилизован по малолетству. 
Жил в селе Воиново Орловской губернии (туда уехала жить его мать), работал в совхозе и в местном санатории. Был секретарём волостного комитета комсомола. 
В 1925 году местный комитет комсомола его рекомендовал на учёбу в военную школу, и в сентябре этого года он повторно вступил в РККА. Член ВКП(б) с 1927 года. В 1928 году окончил Иваново-Вознесенскую пехотную школу имени М. В. Фрунзе. С сентября 1928 года командовал взводом 68-го стрелкового полка 23-й стрелковой дивизии Украинского военного округа (Харьков). С января 1930 года командовал взводом и ротой 118-го стрелкового полка 40-й стрелковой дивизии Сибирского военного округа (Ачинск). В ноябре 1932 года был направлен для дальнейшего прохождения воинской службы в 6-й стрелковый полк ОКДВА в Хабаровск, где командовал взводом и ротой. На Дальнем Востоке он прослужил 10 лет. С февраля 1938 года служил на острове Сахалин, где командовал полком в 52-м Сахалинском пограничном отряде НКВД СССР. С марта 1939 года — командир 165-го стрелкового полка 79-й горнострелковой дивизии 2-й отдельной Краснознамённой армии (дивизия также дислоцировалась на Сахалине). В январе 1942 года стал заместителем командира этой дивизии (к тому времени она из горнострелковой была преобразована в стрелковую дивизию под тем же номером).
В августе 1942 года был назначен заместителем командира 150-й Сталинской добровольческой стрелковой дивизии. После завершения формирования в городе Юрга дивизия включена в состав 6-го Сталинского добровольческого стрелкового корпуса, в октябре прибыла в 22-ю армию Калининского фронта, в ноябре передана в 41-ю армию этого фронта. Участник Великой Отечественной войны с 24 ноября 1942 года, когда дивизия приняла свой первый бой юго-западнее города Белый. Участвовал во Второй Ржевско-Сычёвской операции (более известна как операция «Марс»), в ходе которой в начале декабря назначен командиром 78-й отдельной Сталинской добровольческой стрелковой бригады в 41-й армии. В марте 1943 года назначен командиром 306-й стрелковой дивизии 43-й армии Калининского фронта, которой командовал до конца войны. В марте дивизия приняла участие в Ржевско-Вяземской операции 1943 года, в июле-августе — в Смоленской наступательной операции. Особенно отличился при разгроме мощного узла сопротивления в районе села Рибшево-1 в сентябре 1943 года, где дивизия прорвала два рубежа обороны и полностью разгромила 456-й немецкий пехотный полк. За отличия в этих боях дивизия получила почётное наименование «Рибшевская». С октября 1943 года дивизия воевала на 1-м Прибалтийском фронте, участвовала в фронтовой наступательной операции советских войск на Витебском направлении. С марта по май 1944 года генерал Кучерявенко находился в госпитале по болезни, затем вернулся к командованию дивизией.
Командир 306-й стрелковой дивизии 1-го стрелкового корпуса 43-й армии 1-го Прибалтийского фронта генерал-майор М. И. Кучерявенко особенно отличился в ходе Белорусской стратегической наступательной операции и её составной части Витебско-Оршанской фронтовой операции. 23 июня 1944 года, благодаря правильно принятому решению и умелым действиям пехоты и артиллерии 306-я стрелковая дивизия под командованием М. И. Кучерявенко прорвала укрепленную оборону противника на подступах к городу Бешенковичи и перешла в стремительное наступление. За два дня боев дивизия, преодолевая сопротивление противника, прошла с боями 30 километров по труднопроходимым дорогам. Были взяты большие трофеи и свыше 100 пленных. Подойдя к реке Западная Двина, бойцы дивизии М. И. Кучерявенко организованно форсировали её, сумели захватить плацдарм и удержать его. Развивая успех, они совершили смелый бросок вперед на 12 километров, в упорной схватке 25 июня овладели опорным пунктом немцев и освободили Бешенковичи, значительно расширив прорыв в глубину немецкой обороны.
Указом Президиума Верховного Совета СССР от 22 июля 1944 года «за образцовое выполнение боевых заданий командования на фронте борьбы с немецкими захватчиками и проявленные при этом отвагу и геройство» генерал-майору Михаилу Ивановичу Кучерявенко присвоено звание Героя Советского Союза с вручением ордена Ленина и медали «Золотая Звезда» (№ 4130). Этой высшей награды Родины за победу под Витебском были удостоены ещё 16 воинов 306-й стрелковой дивизии.
Продолжил командовать дивизией, участвуя в Шяуляйской и Прибалтийской наступательных операциях в составе 1-го Прибалтийского, 3-го Белорусского, 2-го Прибалтийского и Ленинградского фронтов. С декабря 1944 по май 1945 года дивизия участвовала в блокаде Курляндской группировки немецких войск.
После войны продолжил службу в армии, командуя той же дивизией. В сентябре 1945 года произвёл её передислокацию в Туркестанский военный округ, там её разместили в Самарканде. С июля 1946 по март 1950 года командовал 201-й стрелковой дивизией Туркестанского ВО в Душанбе (с марта 1948 по сентябрь 1949 года была сокращена до бригады и именовалась 53-й отдельной стрелковой бригадой, затем восстановлена в дивизию под тем же номером, но как горнострелковая дивизия). Затем убыл на учёбу, в 1951 году окончил Высшие академические курсы при Высшей военной академии имени К. Е. Ворошилова. С июля 1951 — старший военный советник командира 9-го стрелкового корпуса Венгерской народной армии. С января 1955 года — заместитель командира 18-го гвардейского армейского корпуса Сибирского военного округа (Омск). С марта 1959 года — в запасе. 
Жил в городе Омске. Вёл большую военно-патриотическую работу. Скончался 5 октября 1971 года. Похоронен на Старо-Северном кладбище Омска.

## Награды
- Медаль «Золотая Звезда» Героя Советского Союза (22.07.1944);
- два ордена Ленина (22.07.1944, 1945);
- три ордена Красного Знамени (30.01.1943, 19,09.1943, 21.02.1945);
- орден Отечественной войны I степени (6.06.1945);
- орден «Знак Почёта» (22.02.1941);
- медали СССР.

## Память
- Именем Героя названа улица в Омске[5].
- На улице имени Героя и на здании средней школы № 78 города Омска установлены мемориальные доски в его честь.